# (8286) Kouji
(8286) Kouji (1992 EK1) – planetoida z pasa głównego asteroid okrążająca Słońce w ciągu 3,22 lat w średniej odległości 2,18 au. Odkryta 8 marca 1992 roku.